# Francisco da Silva Ramos
Francisco da Silva Ramos Júnior (São José,  — , ) foi um militar e político brasileiro.
Foi tenente-coronel comandante do 1º Batalhão de Infantaria de São José.
Foi prefeito de São José de 1865 a 1868.
Foi deputado à Assembleia Legislativa Provincial de Santa Catarina na 27ª legislatura (1888 — 1889).
Assumiu a prefeitura de Florianópolis quatro vezes, entre 1891 e 1892.